# Canthon acutus
Canthon acutus är en skalbaggsart som beskrevs av Edgar von Harold 1868. Canthon acutus ingår i släktet Canthon och familjen bladhorningar. Inga underarter finns listade.